# Famille de Solages
La famille de Solages, autrefois Solatges, d'extraction chevaleresque, originaire du Rouergue, s'éteignit à la fin du XIVe siècle, et son héritière, Judith, dame de Solages, épouse en 1382 Bégon d'Arjac qui releva les noms et armes de Solages et fut l'auteur de la deuxième famille de Solages qui subsiste de nos jours. Celle-ci compte parmi ses membres deux générations de sénéchaux gouverneurs du comté de Rodez au XVIe siècle, dont plusieurs lettres des rois portent témoignage, et de nombreux officiers au service des rois de France. La branche subsistante fut relevée de dérogeance au XVIIe siècle puis maintenue noble en 1700 sur preuves de 1544, au XVIIIe siècle elle obtint un privilège royal pour développer une activité minière et de verrerie dans l'Albigeois qu'elle exploitera durant un siècle jusqu'au milieu du XIXe siècle.

## Première famille de Solages (XIIIesiècle-XIVesiècle)
L'historien du Rouergue Hippolyte de Barrau écrit que la première famille de Solages est citée en Rouergue dès l'an 1028, puis en 1073, 1110, 1199 et 1217. Il fait débuter la filiation prouvée sur actes de la famille de Solages en 1282.
- Arnaud-Raymond de Solages est donné en otage avec d'autres seigneurs, en 1282, par Édouard, roi d'Angleterre, à Alphonse, roi d'Aragon.
- Guillaume de Solages, conseiller et exécuteur testamentaire de Bernard VII comte d'Armagnac et de Rodez (1360-1418)[4]. Il est baron de Tholet et marié au milieu du XIVe siècle avec Deodate de Lapanouse, fille de Motet IV de La Panouse et de Miracle d'Heralh, n'a laissé que deux filles :
  - Judith de Solages qui épouse en 1382 Bégon d'Arjac, chevalier, seigneur du Cayla, co-seigneur de Brussac, qualifié noble seigneur, capitaine du château de Morlhon-le-Haut[2]. C'est de ce couple que descend l'actuelle famille de Solages.
  - Souveraine de Solages qui épouse le 4 mai 1393 Amaury de Sévérac, seigneur de Montausson, maréchal de France, sénéchal de Quercy et de Rouergue, assassiné au château de Gages à Rodez en 1427 par le comte de Pardiac.

## Deuxième famille de Solages (XIVesiècle- à nos jours)
La deuxième famille de Solages est issue de Jean d'Arjac-Solages, fils de Bégon d'Arjac et de Judith de Solages, substitué aux nom et armes de Solages, en exécution du testament de son aïeul maternel Guillaume de Solages daté de 1417. Il est qualifié de noble et puissant seigneur, chevalier, baron de Tholet, seigneur de Pruhines et du Cayla. Il épouse 1) le 27 janvier 1413 Marguerite de Gourdon, fille de noble Jean de Gourdon, chevalier, seigneur de Gourdon, en Quercy, et de dame Hélix de Monestier 2) le 9 décembre 1428 Rose de Carmain de Négrepelisse, fille de "noble et puissant homme" Arnaud de Carmain, chevalier, seigneur de Négrepelisse, et de Marguerite d'Estaing. Du premier mariage il eut Jean "qui continua la descendance des seigneurs d'Arjac". Du deuxième mariage, Jean et Antoine qui ne gardèrent que le patronyme de Solages, Jean fut la tige de la branche de Tholet et Antoine la tige de la branche de Saint-Jean-d'Alcapiès ou de Robal.
Hippolyte de Barrau écrit que la famille d'Arjac venait du lieu du même nom et résidait au château du Cayla. Il fait débuter la filiation prouvée sur actes de la famille d'Arjac avec Beg ou Bégon d'Arjac, Ier du nom, damoiseau, vivant en 1260 et qualifié chevalier en 1273.
Les principales branches sont :
- de Solages, barons de Tholet (éteints en ligne masculine en 1652)[2]
- de Solages de Saint-Jean-d'Alcapiès ou de Robal dont sont issus les « marquis de Carmaux » (éteints au XIXe siècle) puis les « marquis de Solages ». Henri Jougla de Morenas écrit que cette branche dut demander en 1671 des lettres de relief pour cause de dérogeance[1] et fut maintenue noble en 1700 sur preuves de 1544[1]. Elle porta les titres de comtes et vicomtes de Solages[2] (titres de courtoisie). Depuis le XIXe siècle elle porte le titre de marquis de Solages (titre de courtoisie)[7].

### Branche de Tholet
- Jean de Solages , qualifié de 'noble et puissant seigneur', écuyer, baron de Tholet, de Miramont, de Castelnau-Peyralès, seigneur de Centres, de Tayac, de Ceyrac, de Vines, fut commissaire du roi pour régler les affaires de la maison d'Armagnac en 1484. Il avait épousé en 1473 Julienne de Voisins de Montaut, fille de Guillaume de Voisins, chevalier, vicomte de Lautrec, baron d'Ambres, de Saint-Gaudens et de Montaut[2].
  - François de Solages, fils de Jean et de Julienne de Voisins, baron de Tholet, chevalier de l'ordre de Saint-Michel, écuyer du roi, gouverneur et sénéchal du comté de Rodez, capitaine de 50 hommes d'armes des ordonnances, l'un des gentilshommes de Henri, roi de Navarre en 1575. Il épouse le 24 juin 1532 Françoise de Montboissier-Beaufort-Canillac, fille de Jean, seigneur d'Aubusson et de Margueritte de Vienne. Il teste en 1599 et laisse sept enfants, dont :
    - François II de Solages, baron de Tholet, sénéchal et gouverneur du comté de Rodez. Il épouse le 1er juin 1567 Diane d'Apchon, fille de Gabriel de Saint-Germain, seigneur de Valrus, et de Françoise de Lajaille qui lui donne cinq enfants, dont :
      - François III de Solages, baron de Tholet et de Castelnau, marié le 20 avril 1604 à Marguerite de Peyre, héritière de la baronnie de Peyre, qui lui donne deux filles.

### Branche de Robal
Cette branche commence avec Antoine de Solages, fils cadet de Jean, seigneur du Cayla et de Pruynes et de Rose de Carmain, seigneur de Saint-Jean d'Alcapiès et d'Alzac. Il épouse en 1473 Blanche de Robal. Aux XVIIe siècle et XVIIIe siècle ils ont pour descendants :
- Paul de Solages, seigneur de Robal, il épouse en 1664 Geneviève de Moustier (alias du Moutier)[1], il obtient des lettres de relief de dérogeance en 1671[1], ils ont pour fils[1] :
  - François Paul de Solages (décédé en 1741), chevalier[1], marié 1) en 1698 à Marie-Anne de Monstuéjouls[9] 2) en 1701 à Isabeau de Galatrave 3) en 1724 à Marie de Ciron, dame et héritière de Carmaux. Il vend une partie de ses possessions en Rouergue pour acquérir le reste de la seigneurie de Carmaux dont il hérita de sa troisième femme. Il se fait appeler marquis de Carmaux[1]. En 1700 il avait été maintenu noble sur preuves de 1544[1]. Il eut quatre enfants d'Isabeau de Galatrave :
    - Antoine Paulin de Solages, seigneur marquis[10] de Carmaux, seigneur et baron de Maussans et de Rouffiac, seigneur de Saint-Benoît, Puellat, Ferradour, La Guimerie, et autres places, né le 28 août 1706, reçu page du roi en sa grande écurie en 1722 puis capitaine au régiment des carabiniers pendant la guerre d'Italie en 1733, obtient en 1747 et 1748 la concession des mines de houille de Carmaux. Marié 1) le 4 novembre 1737 avec Françoise-Marie-Guionne de La Roque-Bouillac 2) à N... de Sénicourt. Dont :
      - Du premier mariage :
        - François Paulin Ignace de Solages, mort en 1763 sans postérité[11].
        - Françoise Charlotte Pauline de Solages, née en 1740, mariée en 1759 à Jean Antoine de Barrau, d'où descendance. Elle est arrêtée en 1765 et placée dans divers couvents à la suite d'une lettre de cachet demandée par son mari et par son père[12] (Affaire de Solages).
        - Gabriel Charles Joseph Paulin Hubert de Solages, né en 1746, arrêté en 1765 en même temps que sa sœur. Il est enfermé dans diverses maisons fortes royales. Il se retrouve l'un des sept prisonniers libérés de la Bastille le 14 juillet 1789 (Affaire de Solages). Mort en 1824 sans postérité[11].

      - Du second mariage :
        - Jérôme de Solages, officier au régiment de Vivarais, marié en 1786 avec Élisabeth Thomson, dont :
          - Gabriel Henri Jérôme de Solages (1786-1832), ecclésiastique, préfet apostolique de Bourbon, de Madagascar et de l'Océanie.

    - François Paul de Solages, né le 19 novembre 1707, reçu page du roi dans la grande écurie le 26 septembre 1728 qui fit toutes les guerres d’Italie d’Allemagne et de Bohême et y reçut plusieurs blessures servant dans le régiment royal des carabiniers. Il fut créé brigadier de cavalerie des armées du roi à la promotion du 16 avril 1767 et mourut sans postérité.
    - Gabriel de Solages (1711-1799), dit le chevalier de Solages, mestre de camp d'une brigade de carabiniers, brigadier de cavalerie en 1767, nommé commandant pour le roi en Albigeois en 1770, maréchal de camp en 1780. Il obtient le 2 mai 1751 un privilège royal pour la construction d'une verrerie, puis le 19 décembre 1752 il obtient concession des mines de houilles à Carmaux à la suite de son frère aîné, Antoine Paulin de Solages. Marié en 1749 avec Marie de Juillot de Longchamps dont :
      - François Gabriel de Solages (1752-1834), élève à l'école royale militaire de Paris en 1762, capitaine, reçu chevalier de Saint-Lazare en 1769, président du conseil général du Tarn sous la Restauration, chevalier de la Légion d'honneur en 1821. Il épouse 1) en 1772 Jeanne-Élisabeth de Clary 2) Françoise Joséphine du Tertre. Dont :
        - Du premier mariage :
          - Gabriel Hippolyte de Solages, (1772-1811), il entre en 1787 à l’école royale militaire. Officier au régiment des Gardes Françaises en 1788 Il suit à Coblence la majeure partie des officiers de ce corps et fut radié de la liste des émigrés par un arrêté particulier du 25 germinal an X. Marié le 3 mai 1802 avec Blanche Louise Antoinette de Bertier de Sauvigny dont postérité (trois fils et trois filles).
            - Achille Ferdinand Gabriel de Solages, (1804-1887), marié en 1828 Alix de Bertier de Sauvigny (sa cousine) d'où postérité et descendance dans les familles de Pierre de Bernis, du Parc Lormaria, Brugière de Barante, Froissart, de Cassin, de Beaumont du Repaire, de Gourgue, de Broglie, etc.
            - Gabriel Hippolyte Louis de Solages, (1809-1850) marié à Adrienne-Charlotte de Rivière.
            - Amalric Charles Gérard de Solages, né en 1811.
            - Élisabeth Gabrielle de Solages, (1803-1872) mariée en 1820 avec Joseph d'Ysarn de Freissinet.
            - Anne Ide Marie de Solages née le 18 mai 1806.
            - Blanche Françoise Pauline de Solages, (1807-1880), mariée à Guillaume Alphonse Frédéric d'Yversen.

          - Paulin Guillaume Auguste de Solages, né en 1776. Présenté de minorité dans l'ordre de Saint-Jean de Jérusalem le 28 octobre 1776[13] il est reçu élève de la marine de première classe en 1790. Au mois de mai suivant il fut embarqué sur la frégate la Belette et le commandeur de Ligondès, chef de l'escadre, le débarqua en novembre 1792 à Malte où il a continué de servir sur les galères et les vaisseaux de l'ordre deux mois avant la prise de l'île par les français, il ne présentera jamais ses vœux. Chevalier de Saint-Louis.
          - Paulin Auguste de Solages, né en 1778 mort en 1790 au collège du Plessis à Paris.
          - Jeanne Charlotte Zoé de Solages, née 1789, mariée en 1812 avec Amédée comte d'Imbert du Bosc, décédée en 1871, grand-mère paternelle et maternelle du père et de la mère d'Henri de Toulouse-Lautrec.
          - Jeanne Élisabeth Françoise de Solages, née en 1792, mariée 1812 à Marie Philibert Robert marquis de Cugnac.

        - Du second mariage :
          - Marie Gabrielle de Solages, (1813-1886), mariée en 1830 Avec Auguste Jacobé de Naurois.

    - Catherine Gabrielle de Solages, mariée à Jacques de Morlhon seigneur de Laumière.
    - Geneviève de Solages, religieuse visitandine.

Autres personnalités :
- Henri de Solages (1786-1832), missionnaire et préfet apostolique de Bourbon, Madagascar et de l'Océanie en 1829, martyr chrétien de Madagascar.
- Jérôme Ludovic de Solages (1862-1927), marié à la fille du baron Reille, dirigeant-associé de l'entreprise des mines de Carmaux, député du Tarn, adversaire de Jean Jaurès.
- Bruno de Solages (1895-1983), neveu du précédent, recteur de l'Institut catholique de Toulouse, ami de Mgr Jules Saliège (1870-1956). Déporté en Allemagne en 1944[14].
- Thibaut de Solages (1889-1972), fils de Jérôme Ludovic et cousin de Bruno, ingénieur et industriel, président délégué de la Société des Mines de Carmaux[15].
- Maurice de Solages (1897-1960), frère cadet de Bruno, ingénieur agronome, président de la Chambre d'agriculture du Tarn, Juste parmi les nations avec son épouse Claire (1906-1994)[16].
- Arnaud de Solages (1898 -1981), Jésuite, professeur de lycée et actif dans la résistance française pendant la Seconde Guerre mondiale.
- Amaury de Solages (1960), banquier d'affaires (Lazard), collectionneur d'art et mécène, fondateur de la Maison Particulière.

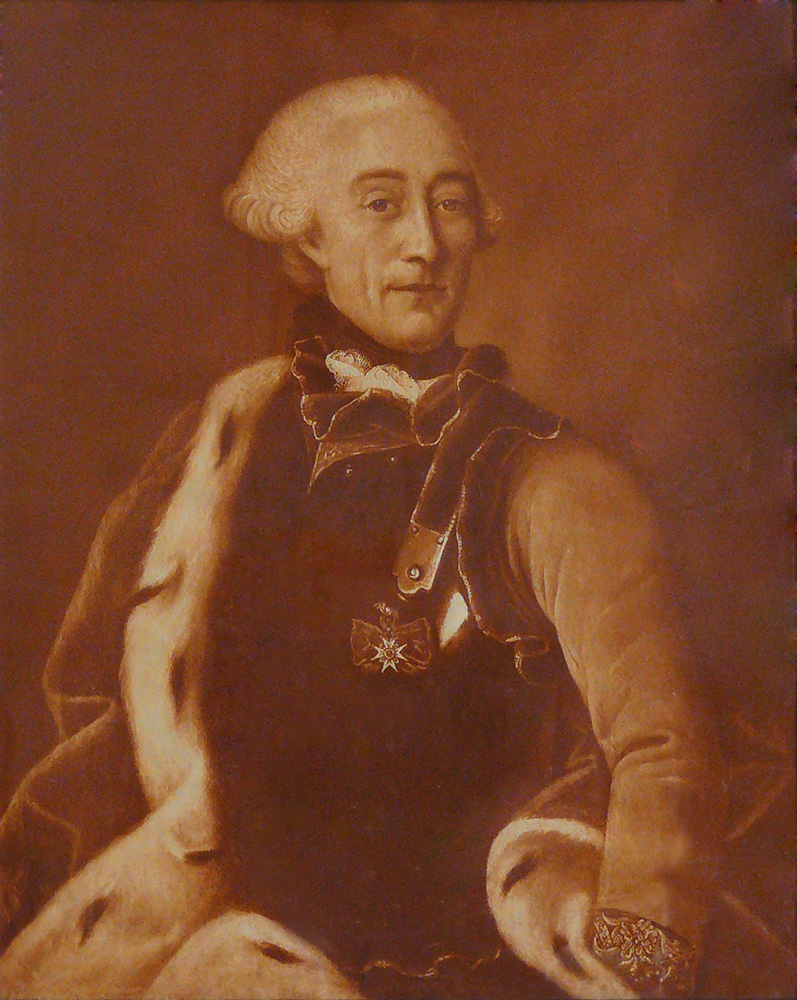
Gabriel de Solages appelé le chevalier de Solages (1711-1799)
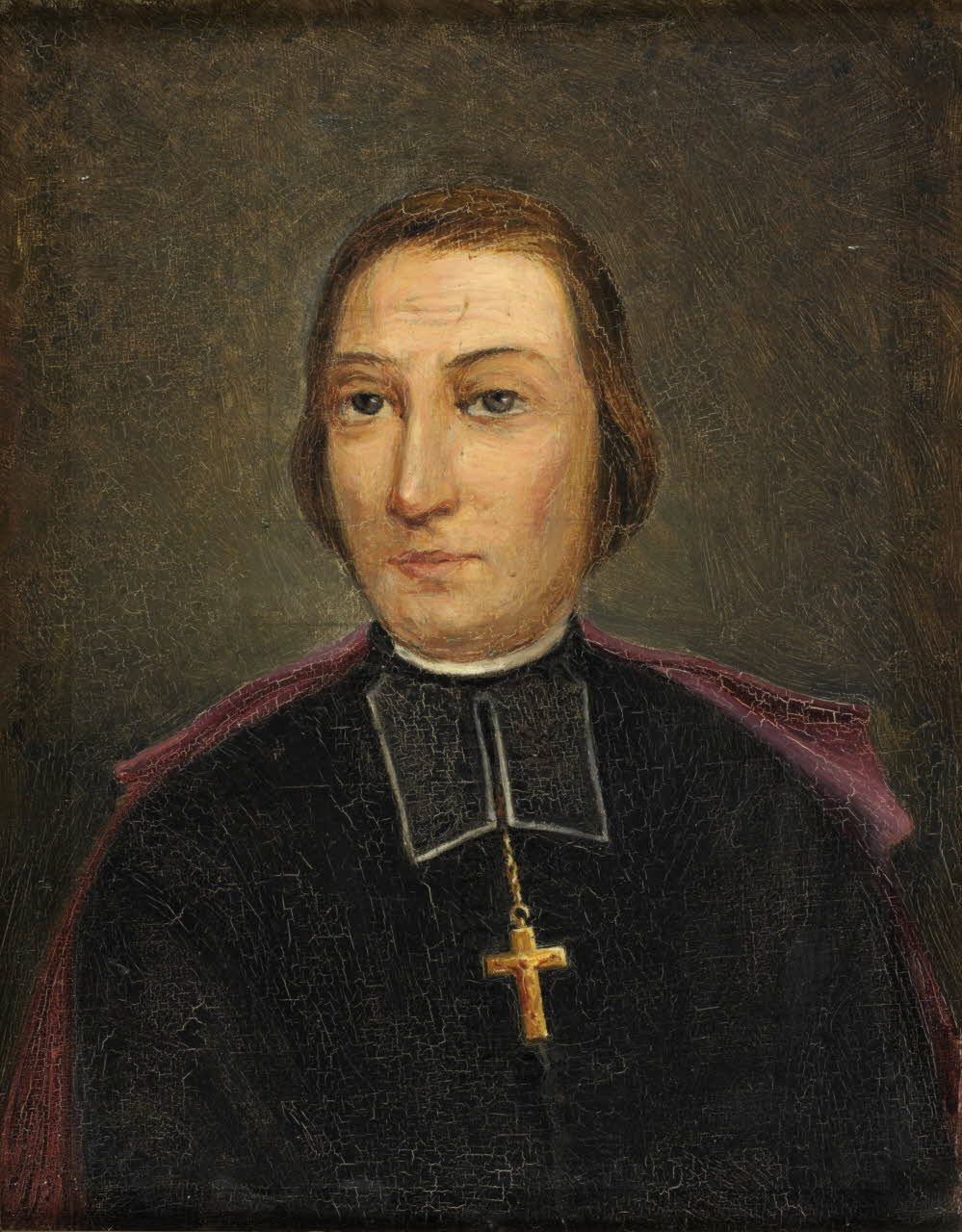
Henri de Solages (1786-1832)
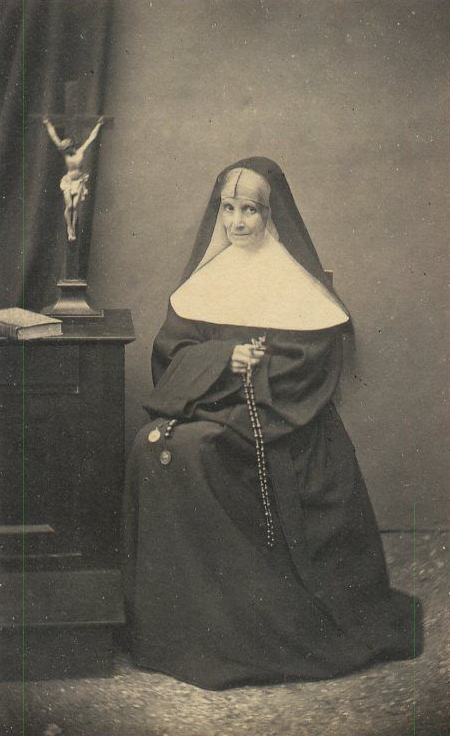
Révérende Mère Anne-Ide-Marie de Solages (1806-1863)
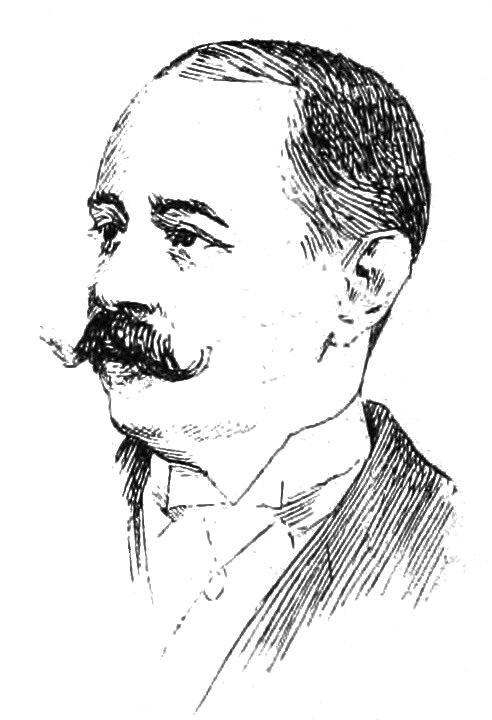
Jérôme Ludovic de Solages (1862-1927)

### Activité minière et de verrerie
En 1724, la famille de Solages se fixe à Carmaux, où elle obtient, en 1752, un privilège royal pour développer une activité minière et de verrerie qu'elle continuera avec l'Entreprise des Mines et de la Verrerie de Carmaux, de Solages père et fils jusqu'en 1856. À cette date la compagnie est vendue et devient société en commandite présidée en 1856 par le duc de Morny,. Elle continuera ainsi son existence jusqu'au XXe siècle. Elle sera réquisitionnée à la Libération en septembre 1944 puis nationalisée le 17 avril 1946, le président étant à cette époque Thibaut de Solages. Cette industrie prospère a enrichi cette famille et rendu célèbre Carmaux, ses mines, ses grèves de 1892-1895 et les actions politiques de son député Jean Jaurès.[réf. nécessaire]

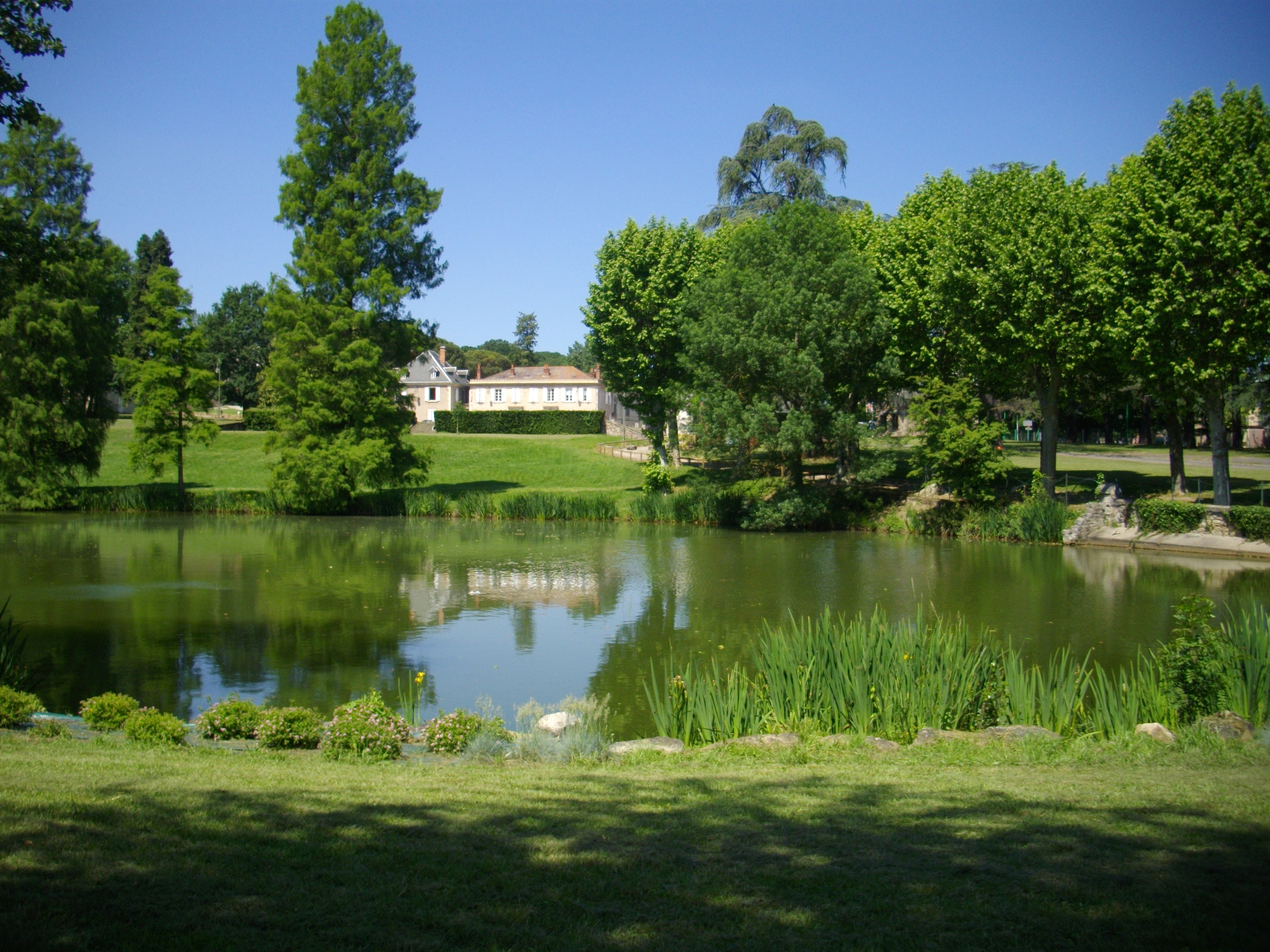
Domaine de la verrerie à Blaye-les-Mines (Tarn).
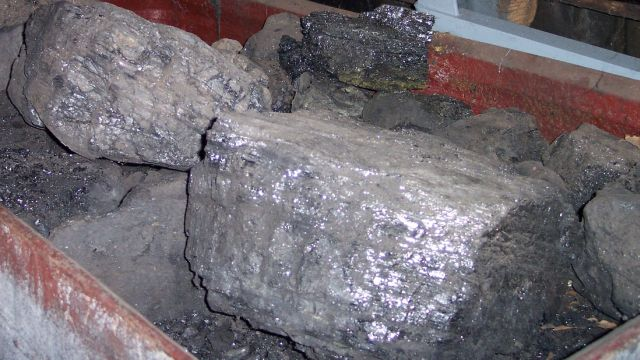
Charbon après extraction.

## Demeures et châteaux

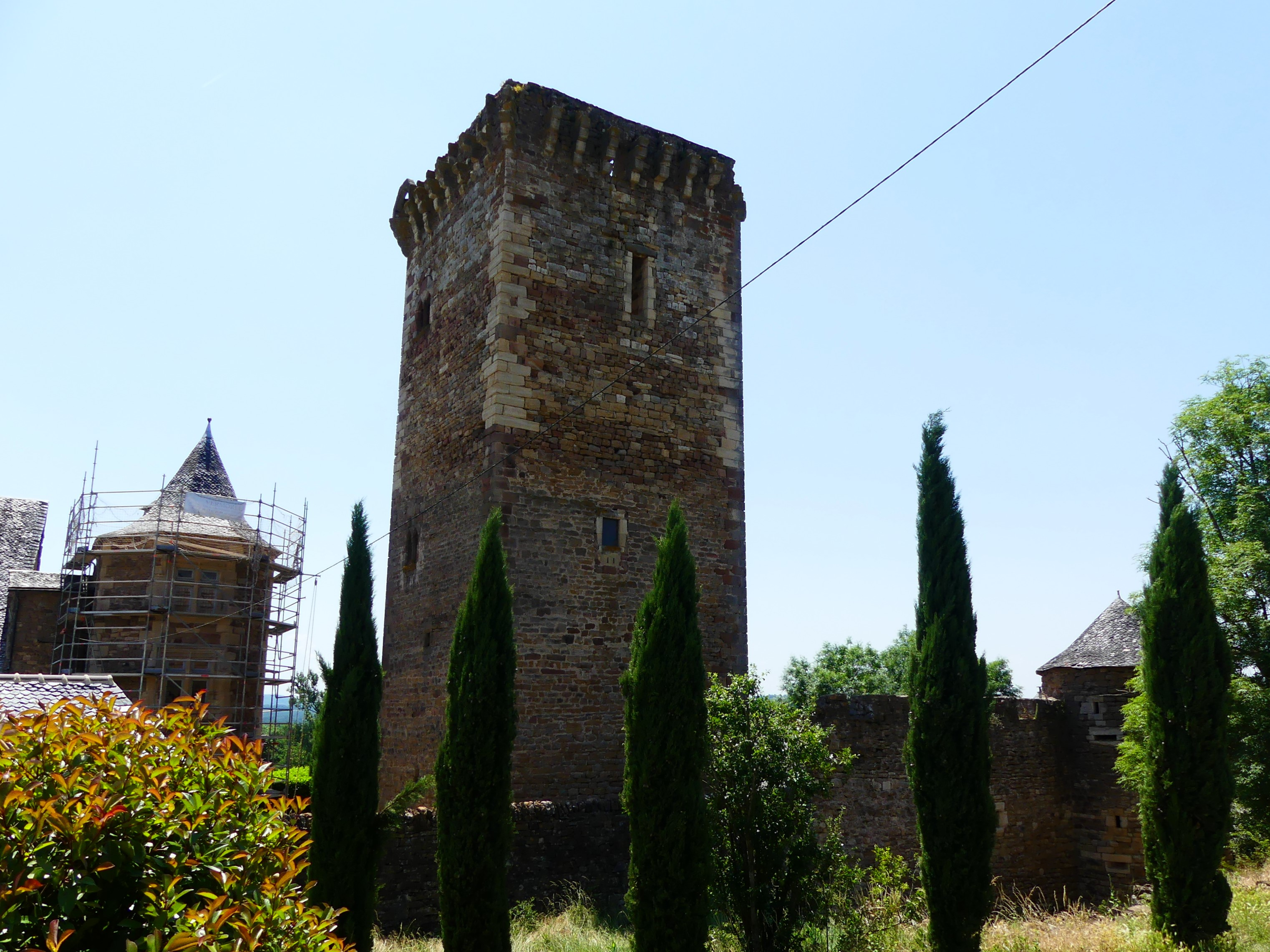
Château de Tholet
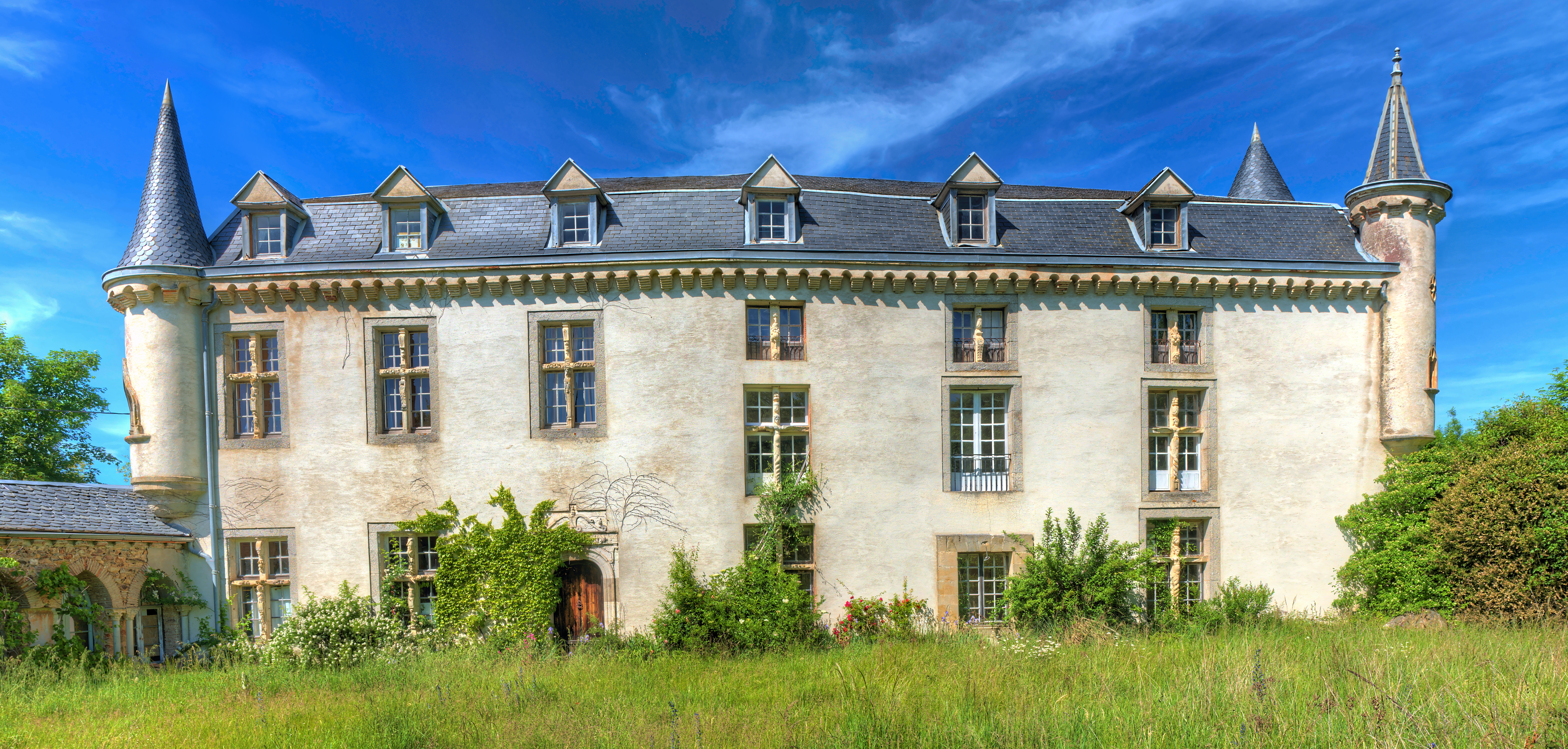
Château de Castelfranc
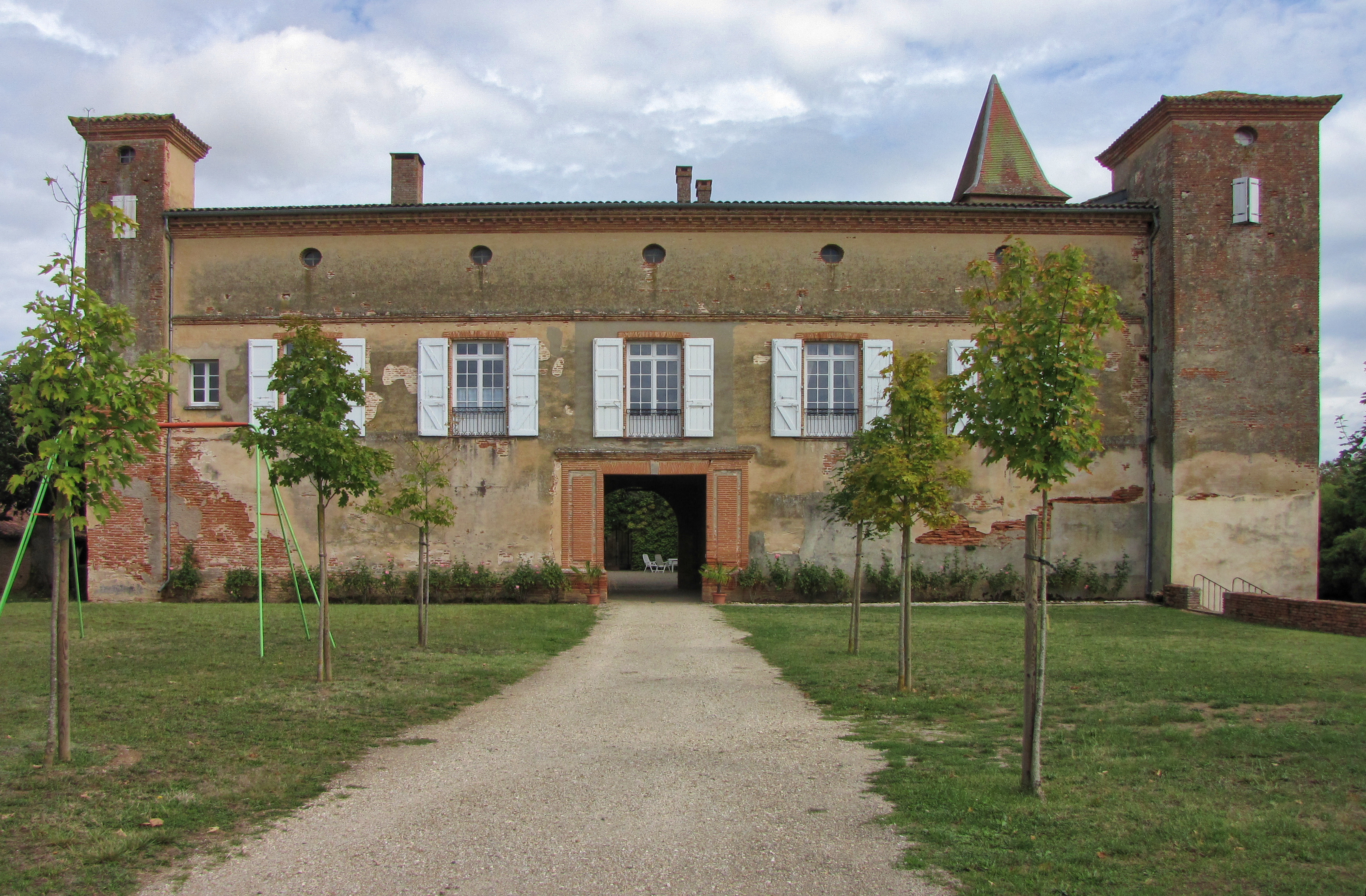
Château de Mézens
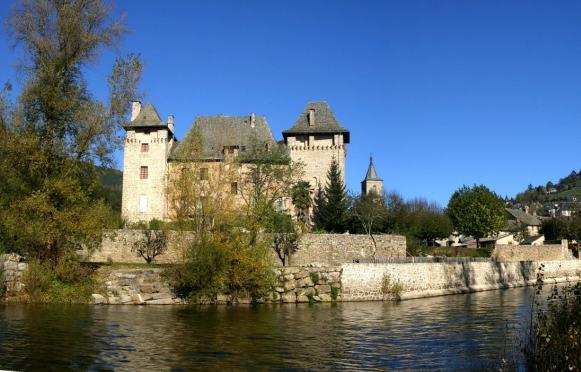
Château d'Entraygues
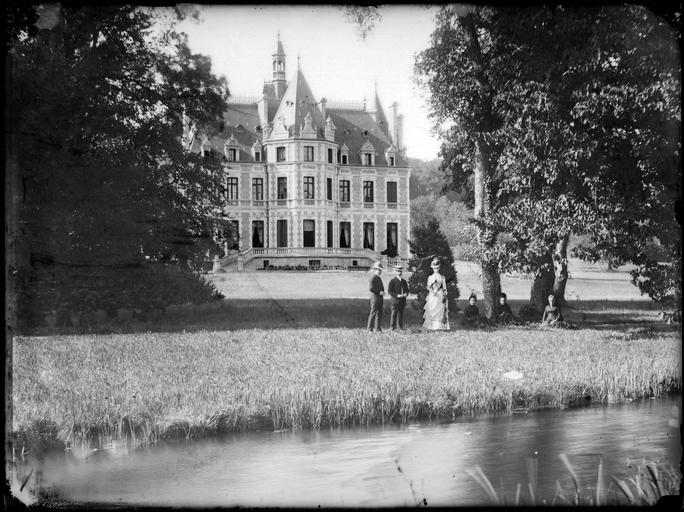
Château de la Verrerie
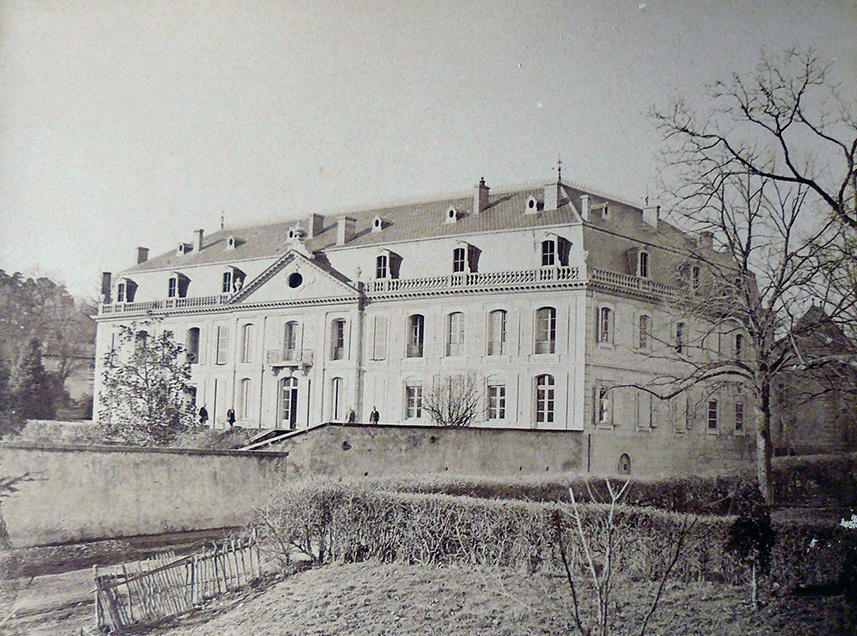
Château de la Cour
- Château de Rouffiac
- Château de Pruines
- Château de Vailhauzy
- Hôtel de Ciron-Fumel

- Château de Tholet
- Château de Castelfranc
- Château de Mézens
- Château d'Entraygues
- Château de la Cour
- Château de la Verrerie

## Alliances
Les principales alliances des deux familles de Solages sont : de La Barrière, d'Esparrou, de La Panouse, d'Arjac (1382), de Sévérac (1392), de Penne (1413), de Carmaing (1428), de Bessuéjouls (1459), de Robal (1473), de Montaut, d'Estaing, de Roquefeuil (1520), de Montboissier-Beaufort-Canillac (1532), de Saint-Germain d'Apchon (1567), d'Azémar, de Morlhon, d'Agens, du Rieu, de Lauzières, de Morlhon (1578), de Blanc (1594), de Rodez (1596), de Gozon, de Cahuzac (1609), d'Yzarn de Freissinet (1643), de Moustier (1664), de Mostuéjouls (1698), de Galatrave (1701), de Ciron (1724), de La Roque-Bouillac (1737), de Benoist d'Auriac (1743), de Barrau (1759), de Clary de Vindrac (1772), Jacobé de Naurois (1797), de Berthier de Sauvigny (1802), d'Imbert du Bosc (1812), de Courtarvel (1860), de Pierre de Bernis (1880), Reille, de Pechpeyrou-Comminges de Guitaut (1892), du Parc de Locmaria (1894 et 1928), Goüin (1927), David-Weill (1932).

## Armes, titres, devises
Les Solages ont des armes parlantes.
- Solages (Thibaud), 1248, sixième croisade, branche éteinte : « D'azur au soleil agissant d'or ». Devise : « Sol agens ».
- Solages de Robal : « Écartelé aux 1 et 4 d'azur à un soleil d'or (Solages) aux 2 et 3 d'azur à trois rocs d'échiquier d'argent (Robal). Devise : « Sol agens ». »
- Tenants : deux anges
- Cimier : une couronne de marquis (titre de courtoisie)

## Postérité
- Statue de Jérôme Ludovic de Solages (1862-1927)[20], Blaye-les-Mines

## Famille de Solages (Villefranche-de-Rouergue)
Ces Solages, qu'on ne sait pas rattacher, ont une filiation qui commence au début du XIVe siècle. Ils ont donné plusieurs générations de maires de Villefranche-de-Rouergue :
- Vézian de Solages, premier consul, ou maire de Villefranche, fils de Jean et d'Elipze de Pollier, se marie avec Cécile de Patras, fille de Raymond et Volgude Rossaldi. Ils furent les parents de :
- Jean de Solages, maire de Villefranche, marié à Rose de Tourlong, fille d'Arnaud, seigneur d'Orlohnac et d'Antoinette de Gelas. Ils sont les parents de :
- Guillaume de Solages (1460-1562) se marie vers 1510 avec Marquez de Gautier

Par la suite cette famille s'est éteinte au XVIe siècle et fondue dans la famille de Pomayrols.